# OZONE
OZONE — объектно‐ориентированная операционная система, написанная на языке Си. Ядро почти целиком состоит из объектов (нити, процессы, устройства, файлы, флаги событий и т. д.), которым могут быть присвоены логические имена.
На процессорах с системой команд i686 OZONE использует концепцию колец защиты для большего расширения, чем системы, под влиянием которых она разрабатывается (VMS, ядро Linux, Windows NT). В защищённом режиме (ring 0) работает только маленький обработчик прерываний, выполняемое ядро работает преимущественно в ring 1.
Другая особенность заключается в файловой системе, которая поддерживает стеганографию (тайнопись).
OZONE разрабатывается под лицензией GNU GPL.

## История разработки
- 1997 год — начало проекта (на VAX с использованием кросс-компилятора для i486).
- 2003 год — портирование на DEC Alpha.
- 2004 год — портирование под Xen.